# ここだけのふたり!!
『ここだけのふたり!!』は森下裕美による漫画。

## 概要
『まんがくらぶ』に1988年より連載された、『少年アシベ』と並ぶ作者の代表作である。長らく同誌の表紙・巻頭を飾る看板作品であったが、2002年12月号をもって唐突に連載終了となる。約6年の中断期間を経て、出版社を双葉社に移籍し『漫画アクション』2008年5号（2月19日発売号）より「ここだけのふたり!」と微妙にタイトルを変更（!マークひとつ）して再開、19号（9月16日発売号）まで連載された。単行本は9巻で打ち止めとなり最終巻が出ないまま絶版となっていたが、その後『ここだけのふたり!』全10巻として双葉社より刊行された。略称は『ここふた』。

### 作品内容
高校教師の「夫」とその教え子だった「妻」を中心に、彼らを取り巻く人々を描く4コマ漫画。初期は連載と並行して登場人物が年齢を重ねていたが、途中から永劫回帰型になった。そのため、2回の卒業生を見送ったあと入学して連載内で3回目の受け持ち生徒となった清宮らはずっと卒業しない。「漫画アクション」版ではマイホームを購入し、双方の母親と同居を開始している。

## 登場人物
- 固有の名前でない表記の人物はすべて本名不詳である。「夫」と「妻」の名前も不詳だったが、終了も間近い「漫画アクション」連載第1話で判明した。主人公夫婦をはじめ、名前もニックネームもない人々は、会話の中に顔イラストが登場して「・・・は・・・」という形で指し示される。頻繁に登場しながら前半で消えたキャラクター（なぞなぞ博士グループなど）も多い。逆に、団地妻ＡＢＣなどは頻度を減らしながらも一貫して登場している。

### 主人公とその親族
加藤 学（かとう まなぶ）
高校の化学教師。一見常識人だが、酒乱の気がある。鬼の絵を描くのが異様にうまい。
加藤 美奈（かとう みな）
学の元教え子。高校卒業後に学と結婚。小中学生に見える。何を考えているのかわからない不思議っ子だが、交友範囲は広い。眠ることと食べることが何より好きで、無趣味。怖がりでもある。
加藤 まな美（かとう まなみ）
最終巻で登場。学と美奈の間に産まれた長女。学の「まな」と美奈の「美」から名付けられた。学に溺愛されている。
学の母
学にそっくり。家庭的な人だが、意外とずぼら。極度の心配性。
美奈の母
厚かましく不条理な存在。妹とは仲が悪いが、父相手には結託する。
美奈の叔母
美奈の母の妹。ボクちゃんの母親。幼い頃に姉よりかわいがられていたことを、現在でも逆恨みされている。
ボクちゃん
美奈の従弟。美奈になついているがことある毎に美奈からいじめられている。
『少年アシベ』に登場する味田とそっくりだが、年齢設定や職業が異なる。他に森下の初期作品『カッパ天国』『ひまわり武芸帖』『エンヤ KODOMO忍法帖』にもそっくりなカッパが登場する。これらのカッパ系キャラクターは当時のまんがくらぶの編集長・味岡啓二がモデルと言われている。
美奈のじいちゃん
性格が悪く、娘たちからは嫌われている。
美奈のばあちゃん
じいちゃんとは対照的に誰からも好かれる。尚、女系は皆ばあちゃん似だが、ボクちゃんは隔世遺伝によりじいちゃん似。

### 美奈の友人
美奈は交友関係が多く、団地の人々やそれ以外にも多くの友人が存在する。

#### 団地での美奈の友人
以下の人物の他にも、名前の無い団地の友人が数名いる。
たきえ
団地の奥さん仲間では最も美奈と仲がよい。登場当初に見せていた奇行は、美奈達と付き合うことで治まるが、マニアックなものに対する好奇心が強まっていった。関心のある事柄は天才的にすばやく習得する。ついにはケーブルテレビ放映用のアマチュア・ホラー映画を団地総動員で監督する。
隣の奥さん
社宅住まいの時にいじめにあい、団地に引っ越してきた。引っ越し後は明るくなり、世話焼きな側面も見せている。清宮に「団地で唯一優しくて美人の」と呼ばれたように、もっとも常識的で親切な性格でもある。逆の性格の佐藤とはむしろそのためにウマがあった。高橋とは当初は犬猿の仲だったが、物珍しさからか次第に構いたがるようになる。
佐藤先生（さとう-）
体育会系の小学校教師。担当クラスの児童を体育会系に染め上げることでまとめきっている。一男二女の母親。短大卒（二種免許?）。
『COMAGOMA』にも登場する。そちらでは夫（ついてない君）との結婚が描かれている。
その他団地妻A
丸いメガネをかけている。美奈と体型が似ており（やや太めに見えるが）、結婚式に着ていくドレスを貸すこともあった。
その他団地妻B
旦那が松本伊代に似ている。夫婦揃って電車に乗った際は、旦那だけが痴漢にあった。自分も小柄で目が大きく大人しい雰囲気。
その他団地妻C
ハゲた旦那がいる。旦那の浮気を疑い、目方探偵に調査を依頼したことがある。常にピアスをつけており髪も長いが、背は高く性格的にも男性的で、団地妻のリーダー的存在。たきえの自主映画では「モデルのような体型で豊かな黒髪を持つ」という条件でピックアップされている（結局は裏方に回った）。

#### 美奈の同級生
ランちゃん
美奈の高校時代の同級生。美奈へストーキングする松本君をたしなめていたが、後年、その松本君と結婚。彼との間に女児がいる。名字（旧姓）は「本田（ほんだ）」。
ガッション
美奈の同級生の一人。職業はOLだが、ケバくなっている。

#### 団地以外での美奈の友人
沢田（さわだ）
美奈の初期の友人の一人。勝手に物を持っていく癖がある。
森下の他の作品（初期の4コマ漫画や『少年アシベ』など）にも登場する。
西尾 ヒトシ（にしお ヒトシ）
美奈の初期の友人の一人。
沢田同様、他の森下作品にも登場する。
多々尾（ただお）
北海道出身。オカルト風の趣味を持つ変人。後に結婚するが、婚前に子どもが生まれていたため、妻の親族から報復された。後年は常識人化し、逆に美奈から気味悪がられる。
ランスロット
血統書付きの犬。非常に賢い。飼い主よりも美奈になついている。
ランスロットの飼い主
ランスロットを通じて美奈と腐れ縁となる。最初はひたすら迷惑がっていたが、ホホホのおばさんへ対抗するように、いつのまにか夫婦ぐるみの友人となっている。

ランスロットの飼い主の夫
会社社長。家庭内では幼児性が高い。
ホホホのおばさん
美奈がおばさんの夫の顎に興味を持ったことが縁で仲よくなる。いつも笑っている金持ちの女性。やたら美奈に小遣いを渡そうとする。起きている時は目をつぶってて、眠っている時は目がひらいている。
ホホホのおばさんの夫
ダンディで顎が割れている。『少年アシベ』にもチョイ役で登場。
AV（エーブイ）
銭湯で美奈と出会い仲良くなったAV女優。現役としての活動が長い。モテるけど彼氏がなかなか出来ない。柿尾院と仲良し。

### 学の同僚教師・教え子・元教え子
学の学校の同僚とその歴代の教え子達。学が担任するクラスの生徒は、伊獣院たち→柿尾院・箱崎たち→清宮・チカたち、と代替わりしていった。ただし、清宮らの入学以降は時間が止まり、彼らは中断を経て計8年間（連載期間）最後まで高校生を続けた。柿尾院たちは入学から卒業まで描かれている。
有吉先生（ありよし-）
学の同僚である独身教師。熱意はあるが、女子高生と結婚したいという欲望の持ち主。顔が非常に大きい。
小柳先生（こやなぎ-）
学の同僚である美人女教師。数学を担当。基本的にマトモだが、伊獣院に英語の手紙を翻訳させる一面も。
細川（ほそかわ）
有吉が思いを寄せていた教え子の一人。
伊藤（いとう）
かわいらしい風貌の持ち主だが、下手物好き。なぜか途中で「小柳」と苗字が変わったが、元に戻っている。
伊獣院 光彦（いじゅういん みつひこ）
風貌は完全なヤンキー。裏番長をつとめ、それらしい乱暴な口をきくこともあるが、成績優秀でピアノもヴァイオリンもこなす大金持ちのお坊ちゃん。不幸を呼ぶ体質で、大学入試前の交通事故が原因で留年までしている。卒業後も学や美奈に別荘へ押し掛けられる。泉京極貴子という許嫁がいる。
泉京極 貴子（いずみきょうごく たかこ）
伊獣院の婚約者。前にいた学校を落第したため学の学校に編入し、伊獣院とクラスメイトに。なぜか女生徒からの人気は高い。楚々としたお嬢様言葉で話すが、学力はとてつもなく低い。
佐々原（ささはら）
伊獣院のクラスメート。伊獣院に対しては服従的だが、学や他の生徒に対しては態度が大きい。
船越 美晴（ふなこし みはる）
伊獣院たちより3期下の後輩。虚弱体質だがかなりの健康マニア。
柿尾院 松（かきおいん まつ）
エースをねらえ!のお蝶婦人に似た大金持ちのお嬢様だが、学力も運動神経も駄目な成績劣等生。プライドだけは高く、努力はする。特に「テニスが似合いそう」との先入観に対してだけは（実は超ヘタクソ）必死の練習で帳尻を合わせた。一浪後、女子大生になり、AV（前述）と仲良くなる。
森下の別作品『ゴージャス父』にも登場。性格などはこちらよりは幾分やわらかくなっている。
箱崎（はこざき）
いつも笑っている 奇妙な坊主頭の男子生徒。中学時代はかなり荒んでいたと言われている。 余計な一言が多く、よく柿生院から暴行を受ける。
エリカ
眼鏡をかけたクラスの優等生で、委員も勤めている。柿尾院たちへのツッコミ役。
『少年アシベ』でもエリカと名乗る人物が登場するが、外見・職業とも異なり双方は別人である。
清宮（きよみや）
風采は上がらないが文武両道で真面目な性格だが、 真面目でない他の生徒を見下すような発言をすることがある。登場序盤は屈折した面が多く見られたが、徐々に動物や人に対し思いやる面が出るようになり、 真面目過ぎるが常識を持ったキャラクターになっていく。 反面、自由奔放な自身の祖父や主人公に理不尽な扱いを受けたり、不幸な目に遭うことも多い。蓄膿と思われる。家族を気遣う一面もある。
森下の別作品『スーパーまるでん』の主人公である清原に、風貌やしゃべり方が良く似ている（モデルとなった人が同じだとか）が、清原の方はほとんど屈折しておらず人望もある。
久我山 チカ（くがやま チカ）
小柄な優等生。人望も篤く、清宮とは対照的な人物。 当初は清宮と激しく対立していたが、 終盤はクラスメイトの一員として仲間になっている。
長瀬（ながせ）
清宮の代の男子生徒。クラスでは割りと良識的で優しい方。
耳欠け男
清宮の代の男子生徒。妹がおり、かなりのシスターコンプレックス。

### 団地の人々
たきえの夫
奇行の多いたきえに振り回されている気苦労の多い人。
哲哉（てつや）
たきえ夫妻の息子。女の子みたいにかわいい。たきえの強硬な指名により美奈が名付け親となったが、まっとうな命名で父親を安堵させた。
佐藤先生の夫（さとう-）
佐藤三兄弟の父。
佐藤 ユウ（さとう ユウ）
佐藤家の長女で、佐藤三兄弟の一番目。学校の成績はお世辞にもよくないが、麻雀の才能は割りとある。
佐藤 ケイ太（さとう ケイた）
佐藤家の長男で、佐藤三兄弟の二番目。学業成績は不明だが、それなりに知恵は働く。ありもしないことをスラスラと手紙に書いて「小説家の才能がある」と姉に皮肉られたことも。
高橋（たかはし）
団地の住人で、長らく子供会の係をやっていた。ロリコンでオタクで、半引きこもりだが、子供会の仕事だけには真剣。幼児そのものを純粋に愛している傾向もあり、子供相手の犯罪に関する話題に耐えられず号泣したことがある。それゆえ保護者からは信頼されている。  大人の美人にはまったく関心がなく（若い母親たちに親切にされても迷惑そうである）、（主人公の）隣の奥さんとは当初犬猿の仲だったが、 その後コーラなどの清涼飲料水を大量に飲む高橋の健康を心配するようになっている。 主人公や隣の奥さんとはズケズケと話すが 、他の団地関係者からは ロリコンやオタクなどがなければいい人と呼ばれている。
原田（はらだ）
団地内バレーボールチーム「ラブリーズ」のメンバー。双子の妹がぼったくりスナックを経営している。橘たちと行動をともにすることが多く一見年齢不明だが、二十代である。
橘 麗子（たちばな れいこ）
団地内バレーボールチーム「ラブリーズ」のメンバー。それなりに高齢（近所のお婆さんと同年齢）だが厚化粧に派手な服装をしている。
橘 麗子の友人
団地内バレーボールチーム「ラブリーズ」のメンバー。橘麗子とは常にともに行動している。
団地の自治会長
団地の自治会長を務める老人。高橋を評価している人。

### その他
なぞなぞ博士
なぞなぞを軸とした営業トークをする会社員。会社では課長。
正道（まさみち）
なぞなぞ博士の息子。ボクちゃんの同級生。
『少年アシベ』にもアシベの同級生としてチョイ役で登場しているが、親の職業などから別人である。
正道の母
パート先のスナックで客（ヤクザ）と仲よくなり家出。帰りたいが逃げられない。
ものまねカラオケ博士
ものまねカラオケが得意なOL。同僚である なぞなぞ博士やその息子である正道と個人的に親しくなるが…。
ダジャレ博士
ダジャレが得意な会社員。出世したなぞなぞ博士のことをやっかんでいる。毒舌。
音林（おんばやし）
ボクちゃんとは幼なじみの女の子。ルックスの良さは子供服のモデルをつとめるほどだが、性格は悪い。ボクちゃんに対して非常に冷たい。小学校高学年になるにつれ、身長がボクちゃんを追い抜いた。
目方探偵（めかたたんてい）
町中に顔写真入りの看板がある探偵（モデルは目川探偵）。松本君にシンパシーを感じる。妻と遅くに出来た幼い息子がいる。
松本（まつもと）
高校時代、後輩である美奈になぜか惚れて、以来ストーキングの毎日を送った。後年、ランちゃんと結婚し、そのまま退場。
ロイヤル山崎（ロイヤルやまざき）
料理教室をやっている女性。料理の腕そのものは悪くないのだが、かなり独善的。それゆえに家庭はうまく行っていない。ブランド物には詳しいが全く持っていないらしい。
シゲちゃん
霊感のある気功のおばさん。学の腰痛を気功で(強引に?)治した。
モグちゃん
清宮の家の飼い犬。気を使うよく出来た犬。飼い主とは異なり人気のある存在。
清宮の祖父
清宮の祖父。かわいらしい風貌だが、極めて不条理な存在。
上高地一家
終盤（10巻後半）一戸建てを買った主人公の隣人として登場。ゲジゲジ眉で声のでかい夫、活発な美人の妻、父親似の幼い息子の三人家族。作者の子供向けページマンガ『ナゾナゾ謎のお友達』の主人公とほぼ同じキャラクターだが、『ナゾナゾ・・・』では田舎暮らしをしており、作品自体も完全にファンタジーである。